# Lovin on Me
«Lovin on Me» — песня американского рэпера Джека Харлоу. Релиз в качестве сингла прошёл 10 ноября 2023 года с помощью лейблов Generation Now и Atlantic Records. Песня написана Харлоу, Oz, Шоном Момбергером, Ником Фрасконой, Ники Джоном Пабоном и Реджинальдом Нелтоном. Спродюсированная Oz, Фрасконой и Момбергером, песня семплирует R&B-трек 1995 года «Whatever (Bass Solique)» группы Cadillac Dale. Перед выходом сингла фрагмент песни попал в вирусную сеть TikTok. В тот же день был выпущен клип на сингл.
Песня возглавила хит-парады Австралии, Великобритании и США.

## История
Первоначально Харлоу представил песню «Lovin on Me» в октябре 2023 года в виде фрагмента на TikTok, который стал вирусным. 6 ноября он объявил, что сингл будет выпущен в конце недели. Это объявление сопровождалось новостью о том, что Харлоу отправится в турне «No Place Like Home», состоящее из шести городов и проходящее исключительно в его родном штате Кентукки.
Сингл и сопровождающий его клип были выпущены 10 ноября 2023 года. Харлоу объявил «Lovin on Me» началом «новой эры» в своей карьере.

## Композиция и текст
Песня была описана как «задорный рэп-поп трек». В песне использована R&B-песня 1995 года «Whatever (Bass Solique)» группы Cadillac Dale и певца (и певца Delbert «Dale» Greer), переработав её припев. Лирически сингл открывается словами «I’m vanilla baby / I’ll choke you, but I’m no killer baby» («Я ванильный малыш / Я задушу тебя, но я не убийца, малыш»). В куплетах Харлоу кокетливо читает рэп в адрес потенциальной любовницы.

## Музыкальное видео
Музыкальное видео для песни «Lovin On Me» вышло одновременно с песней, режиссёром стал Aidan Cullen. На фоне разноцветных фонов Харлоу изображён в беговых кроссовках New Balance. Он также танцует вместе со своими друзьями и обнимает щенка.

## Отзывы
Сингл получил положительную рецензию от Хершала Пандьи из Vulture, который написал, что песня является хитом («ушным червём»), заявив, что «Харлоу с харизматической лёгкостью оседлал хайфи-перкуссию песни». Сравнив ритм с «винтажным Too $hort», Пандья добавил, что сопровождающий сингл клип «полон всех квинтэссенций Харлоу (всех типичных Харлоу-измов), которые делают его такой противоречивой фигурой», включая «достойные стонов такты», «делание чего-то раздражающе фирменного, как обнимание щенка», «удивительно ловкий поток и безупречный выбор ритма».

## Коммерческий успех
Песня возглавила хит-парады Австралии и Великобритании. Джек Харлоу возглавил британский чарт синглов, сместив с вершины песню Битлз «Now and Then». Рэпер из Луисвилля с первой попытки достиг вершины с песней «Lovin On Me», которая стала его четвёртым попаданием в британский топ-10 и дебютным лидером национального синглового рейтинга. Ранее Харлоу попадал в топ с совместной работой Lil Nas X 2021 года «Industry Baby» (№ 3), «First Class» 2022 года (№ 2) и совместной работой с Чоном Джонгуком 2023 года «3D» (№ 5).
В США песня дебютировала на № 3 Billboard Hot 100. Этот трек стал пятым хитом Харлоу в топ-10 и топ-5 Hot 100 после «3D» с Jung Kook (№ 5, октябрь), «First Class» (№ 1 в течение трёх недель в 2022 году), «Industry Baby» с Lil Nas X (№ 1, одна неделя, 2021 год) и «Whats Poppin» с участием DaBaby, Тори Ланеза и Лил Уэйна (№ 2, 2020 год). Харлоу стал всего лишь четвёртым артистом, который ежегодно в этом десятилетии открывает как минимум один новый хит из первой пятёрки Hot 100, наряду с Doja Cat, Дрейком и Тейлор Свифт. «Lovin on Me» стартует с первого места в чарте потоковых песен всех жанров, где Харлоу стал третьим лидером после «First Class» (три недели) и «Industry Baby» (две). Песня «Lovin on Me» одновременно дебютировала на первом месте в чартах Hot R&B/Hip-Hop Songs и Hot Rap Songs, составленных по той же методике, что и Hot 100. Это уже третий № 1 Харлоу в каждом из этих чартов; песни «First Class» и «Industry Baby» занимали первое место в Hot R&B/Hip-Hop Songs в течение 10 и 18 недель, соответственно, и в Hot Rap Songs в течение 14 и 19 недель, соответственно.
2 декабря 2023 года песня возглавила Hot 100, став третьим чарттоппером Харлоу после «First Class» (№ 1 в течение трёх недель в 2022 году) и «Industry Baby» с Lil Nas X (№ 1, одна неделя, 2021 год). Трек также был № 1 в чартах Streaming Songs, Hot R&B/Hip-Hop Songs и Hot Rap Songs. Кроме того, Харлоу стал одним из трёх артистов, которые за последние три года выводили хотя бы один новый номер 1 в Hot 100, присоединившись к Дрейку и Тейлор Свифт (чьи серии чарттопперов начинаются в 2020 году).

## Чарты
| Чарт (2023)                           | Высшая позиция |
| ------------------------------------- | -------------- |
| Австралия (ARIA)                      | 1              |
| Австралия (Hip Hop/R&B, ARIA)         | 1              |
| Австрия (Ö3 Austria Top 40)           | 46             |
| Канада (Canadian Hot 100)             | 1              |
| Финляндия (Suomen virallinen lista)   | 15             |
| Германия (GfK)                        | 20             |
| Мир Global 200 (Billboard)            | 2              |
| Ирландия (IRMA)                       | 2              |
| Литва (AGATA)                         | 8              |
| Нидерланды (Dutch Top 40)             | 27             |
| Нидерланды (Single Top 100)           | 13             |
| Нидерланды (Tipparade)                | 15             |
| Новая Зеландия (Recorded Music NZ)    | 1              |
| Норвегия (VG-lista)                   | 13             |
| Швеция (Sverigetopplistan)            | 13             |
| Швейцария (Schweizer Hitparade)       | 4              |
| Великобритания (OCC UK Singles)       | 1              |
| Великобритания (OCC UK Hip Hop/R&B)   | 1              |
| США (Billboard Hot 100)               | 1              |
| США (Billboard Adult Pop Airplay)     | 14             |
| США (Billboard Hot R&B/Hip-Hop Songs) | 1              |
| США (Billboard Pop Airplay)           | 1              |
| США (Billboard Rhythmic)              | 1              |

## Сертификации
| Регион                                                                      | Сертификация  | Продажи   |
| --------------------------------------------------------------------------- | ------------- | --------- |
| Австралия (ARIA)                                                            | 6× Платиновый | 420 000   |
| Австрия (IFPI Austria)                                                      | Золотой       | 15 000    |
| Бельгия (BEA)                                                               | Платиновый    | 40 000    |
| Канада (Music Canada)                                                       | 4× Платиновый | 320 000   |
| Дания (IFPI Danmark)                                                        | Золотой       | 45 000    |
| Франция (SNEP)                                                              | Золотой       | 100 000   |
| Германия (BVMI)                                                             | Золотой       | 300 000   |
| Италия (FIMI)                                                               | Золотой       | 50 000    |
| Новая Зеландия (RMNZ)                                                       | 3× Платиновый | 90 000    |
| Польша (ZPAV)                                                               | Платиновый    | 50 000    |
| Швейцария (IFPI Switzerland)                                                | Платиновый    | 30 000    |
| Великобритания (BPI)                                                        | Платиновый    | 600 000   |
| США (RIAA)                                                                  | 4× Платиновый | 4 000 000 |
| Данные о продажах + прослушиваниях приведены только на основе сертификации. |               |           |